# Martina Parisse
Marttina Parisse, née le 16 avril 1984 à Jesi (Italie), est une femme politique italienne.

## Biographie
Marttina Parisse naît le 16 avril 1984 à Jesi.
Elle est élue députée dans la circonscription des Marches lors des élections générales de 2018.